# Xi Pegasi
Xi Pegasi (ξ Pegasi, förkortat Xi Peg, ξ Peg) som är stjärnans Bayerbeteckning, är en dubbelstjärna belägen i den södra delen av stjärnbilden Pegasus. Den har en skenbar magnitud på 4,20 och är synlig för blotta ögat där ljusföroreningar ej förekommer. Baserat på parallaxmätning inom Hipparcosuppdraget på ca 61,4 mas, beräknas den befinna sig på ett avstånd på ca 53 ljusår (ca 16 parsek) från solen.

## Egenskaper
Primärstjärnan Xi Pegasi A är en gul till vit stjärna i huvudserien av spektralklass F6 V. Den har en massa som är omkring 17 procent större än solens massa, en radie som är ca 1,9 gånger större än solens och utsänder från dess fotosfär ca 4,5 gånger mera energi än solen vid en effektiv temperatur på ca 6 200 K.
Primärstjärnan har undersökts beträffande överskott av infraröd strålning som kan indikera förekomst av en stoftskiva, men ingen sådan har upptäckts. Stjärnan NLTT 54820, som har en gemensam rörelse genom rymden med Xi Pegasi A, är en röd dvärg av magnitud 11,7 och med en effektiv temperatur på ca 3 600 K och en massa som är omkring en tredjedel av solens, belägen med en separation av 11,4 bågsekunder vid en positionsvinkel av 96,9°. Detta motsvarar en projicerad fysisk separation av 192,3 AE.